# Rugby op de Olympische Zomerspelen 2020 – Vrouwen sevens
Het rugbytoernooi voor vrouwen tijdens de Olympische Zomerspelen 2020 in Tokio vond plaats van 29 tot en met 29 juli 2021. Er werd voor het tweede keer in de sevensvariant gespeeld. Er deden twaalf landen mee. In de finale versloeg Nieuw-Zeeland het team uit het Frankrijk. In de strijd om het brons versloeg Fiji het team uit Verenigd Koninkrijk.

## Opzet
De twaalf landen waren verdeeld in drie groepen van vier landen. In elke groep werd een halve competitie afgewerkt. Vervolgens gingen de drie nummers één, de drie nummers twee en de beste twee nummers drie naar de kwartfinales. De winnaars van de kwartfinales gingen door naar de halve finales. De winnaars van de halve finales speelden de finale, de verliezers om het brons. De verliezers van de kwartfinales speelden de halve finales om de vijfde plaats. De winnaars daarvan speelden tegen elkaar om de vijfde plaats, de verliezers om de zevende plaats.
Ook de slechtste nummer drie en de nummers vier speelden tegen elkaar in een knock-outschema. De winnaars van de twee wedstrijden speelden om de negende plaats, de verliezers om de elfde plaats.

## Groepsfase

### Groep A
| #  | Team                | GW | Win | Gel | Ver | Pnt | Voor | Tegen | Saldo |
| -- | ------------------- | -- | --- | --- | --- | --- | ---- | ----- | ----- |
| 1. | Nieuw-Zeeland       | 3  | 3   | 0   | 0   | 9   | 88   | 28    | +60   |
| 2. | Verenigd Koninkrijk | 3  | 2   | 0   | 1   | 7   | 66   | 38    | +28   |
| 3. | Russische ploeg     | 3  | 1   | 0   | 2   | 5   | 47   | 59    | -12   |
| 4. | Kenia               | 3  | 0   | 0   | 3   | 3   | 19   | 95    | -76   |

#### Wedstrijden
| 29 juli 11:00 | Russische ploeg                                            | 12–14        | Verenigd Koninkrijk                                           | Tokio Stadion, Tokio Toeschouwers: 0 Scheidsrechter: L Jenner |
| 29 juli 11:00 | Try: Khamidova 1' m Seredina 12' c Con: Seredina (1/2) 13' | (Tokyo 2020) | Try: Brown (2) 4' c, 14' +1 c Con: Aitchison (2/2) 4', 14' +1 | Tokio Stadion, Tokio Toeschouwers: 0 Scheidsrechter: L Jenner |

| 29 juli 11:30 | Nieuw-Zeeland                                                                                     | 29–7         | Kenia                                     | Tokio Stadion, Tokio Toeschouwers: 0 Scheidsrechter: Sara Cox |
| 29 juli 11:30 | Try: Fluhler 1' m Blyde (2) 3' c, 9' c Woodman 5' m Broughton 11' m Con: Nathan-Wong (2/5) 3', 9' | (Tokyo 2020) | Try: Lindo 7' +1 c Con: Okulu (1/1) 7' +1 | Tokio Stadion, Tokio Toeschouwers: 0 Scheidsrechter: Sara Cox |

| 29 juli 18:30 | Nieuw-Zeeland                                                                        | 26–21        | Verenigd Koninkrijk                                                     | Tokio Stadion, Tokio Toeschouwers: 0 Scheidsrechter: A. Perrett |
| 29 juli 18:30 | Try: Blyde (3) 5' c, 7' m, 13' c Nathan-Wong 9' c Con: Nathan-Wong (3/4) 6', 9', 14' | (Tokyo 2020) | Try: Rowland 1' c Jones 2' c Joyce 4' c Con: Aitchison (3/3) 1', 3', 4' | Tokio Stadion, Tokio Toeschouwers: 0 Scheidsrechter: A. Perrett |

| 29 juli 19:00 | Russische ploeg | 35–12        | Kenia                                          | Tokio Stadion, Tokio Toeschouwers: 0 Scheidsrechter: Tyler Miller |
| 29 juli 19:00 | Try: Sozonova 2' c Seredina 4' c Shestakova 8' c Tiron 9' c Kukina 13' c Con: Seredina (4/4) 2', 4', 8', 9' Lushina (1/1) 14' | (Tokyo 2020) | Try: Okelo (2) 5' c, 8' m Con: Ndunde (1/2) 5' | Tokio Stadion, Tokio Toeschouwers: 0 Scheidsrechter: Tyler Miller |

| 30 juli 11:00 | Verenigd Koninkrijk | 31–0         | Kenia | Tokio Stadion, Tokio Toeschouwers: 0 Scheidsrechter: L Jenner |
| 30 juli 11:00 | Try: Joyce (2) 1' c, 6' m Burton 3' m Jones 9' c Thomson 14' c Con: Hunt (1/3) 2' Rowland (1/1) 9' Aitchison (1/1) 14' | (Tokyo 2020) |       | Tokio Stadion, Tokio Toeschouwers: 0 Scheidsrechter: L Jenner |

| 30 juli 13:00 | Nieuw-Zeeland | 33–0         | Russische ploeg | Tokio Stadion, Tokio Toeschouwers: 0 Scheidsrechter: H Davidson |
| 30 juli 13:00 | Try: Tui (2) 1' c, 6' c Woodman 7' c Fluhler (2) 10' c, 12' m Con: Nathan-Wong (3/3) 2', 6', 7', 10 Willison (0/1) | (Tokyo 2020) |                 | Tokio Stadion, Tokio Toeschouwers: 0 Scheidsrechter: H Davidson |

### Groep B
| #  | Team      | GW | Win | Gel | Ver | Pnt | Voor | Tegen | Saldo |
| -- | --------- | -- | --- | --- | --- | --- | ---- | ----- | ----- |
| 1. | Frankrijk | 3  | 3   | 0   | 0   | 9   | 83   | 10    | +73   |
| 2. | Fiji      | 3  | 2   | 0   | 1   | 7   | 72   | 29    | +43   |
| 3. | Canada    | 3  | 1   | 0   | 2   | 5   | 45   | 57    | -12   |
| 4. | Brazilië  | 3  | 0   | 0   | 3   | 3   | 10   | 114   | -104  |

#### Wedstrijden
| 29 juli 9:00 | Frankrijk                                        | 12–5         | Fiji            | Tokio Stadion, Tokio Toeschouwers: 0 Scheidsrechter: H Davidson |
| 29 juli 9:00 | Try: Horta 7' c Okemba 9' m Con: Drouin (1/2) 7' | (Tokyo 2020) | Try: Riwai 3' m | Tokio Stadion, Tokio Toeschouwers: 0 Scheidsrechter: H Davidson |

| 29 juli 9:30 | Canada | 24–0         | Brazilië | Tokio Stadion, Tokio Toeschouwers: 0 Scheidsrechter: A Jones |
| 29 juli 9:30 | Try: Williams 6' c Wardley (2) 9' c, 14' +1 m Paquin 11' c Landry 13' c Con: Landry (4/5) 7', 9', 11', 13' | (Tokyo 2020) |          | Tokio Stadion, Tokio Toeschouwers: 0 Scheidsrechter: A Jones |

| 29 juli 16:30 | Canada                                               | 12–26        | Fiji                                                                             | Tokio Stadion, Tokio Toeschouwers: 0 Scheidsrechter: S Cox |
| 29 juli 16:30 | Try: Landry 7' c Moleschi 13' m Con: Landry (1/1) 7' | (Tokyo 2020) | Try: Ulunisau (2) 1' c, 8' m Naimasi 3' c Riwai 5' c Con: Riwai (3/4) 1', 4', 6' | Tokio Stadion, Tokio Toeschouwers: 0 Scheidsrechter: S Cox |

| 29 juli 17:00 | Frankrijk | 40–5         | Brazilië                            | Tokio Stadion, Tokio Toeschouwers: 0 Scheidsrechter: M Putz |
| 29 juli 17:00 | Try: Ciofani (2) 2' c, 4' m Guérin (2) 6' c, 9' c Ulutule 11' c Grassineau 14' c Con: Ulutule (2/3) 3', 7' Izar (3/3) 9', 11', 14' +1 | (Tokyo 2020) | Try: Silva 8' m Con: Kochhann (0/1) | Tokio Stadion, Tokio Toeschouwers: 0 Scheidsrechter: M Putz |

| 30 juli 9:00 | Fiji | 41–5         | Brazilië                            | Tokio Stadion, Tokio Toeschouwers: 0 Scheidsrechter: S Winiata |
| 30 juli 9:00 | Try: Nakoci 4' c Ulunisau (4) 5' c, 7' m, 10' m, 12' m Naimasi 8' m Likuceva 14' c Con: Cavuru (2/4) 5', 5' Riwai (1/3) 14' | (Tokyo 2020) | Try: Silva 2' m Con: Kochhann (0/1) | Tokio Stadion, Tokio Toeschouwers: 0 Scheidsrechter: S Winiata |

| 30 juli 9:30 | Canada | 0–31         | Frankrijk | Tokio Stadion, Tokio Toeschouwers: 0 Scheidsrechter: T Rokovereni |
| 30 juli 9:30 |        | (Tokyo 2020) | Try: Okemba 1' c Ciofani 4' m Ulutule 7' c Neisen 11' c Jacquet 14' m Con: Ulutule (2/2) 1', 7' Izar (1/2) 11' Drouin (0/1) | Tokio Stadion, Tokio Toeschouwers: 0 Scheidsrechter: T Rokovereni |

### Groep C
| #  | Team             | GW | Win | Gel | Ver | Pnt | Voor | Tegen | Saldo |
| -- | ---------------- | -- | --- | --- | --- | --- | ---- | ----- | ----- |
| 1. | Verenigde Staten | 3  | 3   | 0   | 0   | 9   | 59   | 33    | +26   |
| 2. | Australië        | 3  | 2   | 0   | 1   | 7   | 86   | 24    | +62   |
| 3. | China            | 3  | 1   | 0   | 2   | 5   | 53   | 54    | -1    |
| 4. | Japan            | 3  | 0   | 0   | 3   | 3   | 7    | 94    | -87   |

#### Wedstrijden
| 29 juli 10:00 | Verenigde Staten | 28–14        | China                                                           | Tokio Stadium, Tokio Toeschouwers: 0 Scheidsrechter: Selica Winiata |
| 29 juli 10:00 | Try: Thomas 5' c Kirshe (2) 10' c, 12' c Canett 14' c Con: Heavirland (2/2) 6', 10' Kelter (1/1) 13' Canett (1/1) 14' | (Tokyo 2020) | Try: Wang 3' c Chen 14' +1 c Con: Chen (1/1) 4' Yu (1/1) 14' +1 | Tokio Stadium, Tokio Toeschouwers: 0 Scheidsrechter: Selica Winiata |

| 29 juli 10:30 | Australië | 48–0         | Japan | Tokio Stadion, Tokio Toeschouwers: 0 Scheidsrechter: Julianne Zussman |
| 29 juli 10:30 | Try: Caslick 1' c Tonegato (3) 3' m, 7' +1 m, 10' m Hayes (2) 6' c, 8' c Levi (2) 11' c, 14' m Con: Williams (3/3) 1', 6', 8' Hinds (1/2) 12' | (Tokyo 2020) |       | Tokio Stadion, Tokio Toeschouwers: 0 Scheidsrechter: Julianne Zussman |

| 29 juli 17:30 | Australië                                                                                        | 19–17        | China                                     | Tokio Stadion, Tokio Toeschouwers: 0 Scheidsrechter: T Rokovereni |
| 29 juli 17:30 | Try: Williams 3' c Caslick 6' m Nathan 8' c Ashby 9' c Con: Williams (2/3) 3', 8' Hinds (1/1) 9' | (Tokyo 2020) | Try: Yang 1' m Tang 13' m Con: Chen (0/1) | Tokio Stadion, Tokio Toeschouwers: 0 Scheidsrechter: T Rokovereni |

| 29 juli 18:00 | Verenigde Staten                                                                  | 17–7         | Japan                                    | Tokio Stadion, Tokio Toeschouwers: 0 Scheidsrechter: Paolo Duarte |
| 29 juli 18:00 | Try: Maher 1' m Matyas 4' m Ramsey 9' c Con: Canett-Oca (0/2) Heavirland (1/1) 9' | (Tokyo 2020) | Try: Koide 13' c Con: Yamanaka (1/1) 13' | Tokio Stadion, Tokio Toeschouwers: 0 Scheidsrechter: Paolo Duarte |

| 30 juli 10:00 | China                                                                                 | 29–0         | Japan | Tokio Stadion, Tokio Toeschouwers: 0 Scheidsrechter: Jordan Way |
| 30 juli 10:00 | Try: Xu (2) 1' c, 5' m Wang 2' c Tang 8' m Yang 13' m Con: Chen (2/4) 1', 2' Yu (0/1) | (Tokyo 2020) |       | Tokio Stadion, Tokio Toeschouwers: 0 Scheidsrechter: Jordan Way |

| 30 juli 10:30 | Australië                                            | 12–14        | Verenigde Staten                                              | Tokio Stadion, Tokio Toeschouwers: 0 Scheidsrechter: Julianne Zussman |
| 30 juli 10:30 | Try: Williams 5' c Hayes 8' m Con: Williams (1/2) 6' | (Tokyo 2020) | Try: Emba 9' c Gustaitis 11' c Con: Heavirland (2/2) 10', 11' | Tokio Stadion, Tokio Toeschouwers: 0 Scheidsrechter: Julianne Zussman |

### Eindstand beste nummers drie
De twee best presterende nummers drie gingen door naar de kwartfinales.
| #  | Team            | GW | Win | Gel | Ver | Pnt | Voor | Tegen | Saldo |
| -- | --------------- | -- | --- | --- | --- | --- | ---- | ----- | ----- |
| 1. | China           | 3  | 1   | 2   | 0   | 5   | 53   | 54    | -1    |
| 2. | Russische ploeg | 3  | 1   | 0   | 2   | 5   | 47   | 59    | -12   |
| 3. | Canada          | 3  | 1   | 0   | 2   | 5   | 45   | 57    | -12   |

## Knock-outfase
|  | Kwartfinale         | Kwartfinale |                      |    | Halve finale | Halve finale |    |  | Finale | Finale |
|  |                     |             |                      |    |              |              |    |  |        |        |
|  |                     |             |                      |    |              |              |    |  |        |        |
|  |                     |             |                      |    |              |              |    |  |        |        |
|  | Nieuw-Zeeland       | 36          |                      |    |              |              |    |  |        |        |
|  | Nieuw-Zeeland       | 36          |                      |    |              |              |    |  |        |        |
|  | Russische ploeg     | 0           |                      |    |              |              |    |  |        |        |
|  | Russische ploeg     | 0           | Nieuw-Zeeland w.n.v. | 22 |              |              |    |  |        |        |
|  |                     |             | Nieuw-Zeeland w.n.v. | 22 |              |              |    |  |        |        |
|  |                     | Fiji        | 17                   |    |              |              |    |  |        |        |
|  | Fiji                | Fiji        | 17                   | 14 |              |              |    |  |        |        |
|  | Fiji                |             |                      | 14 |              |              |    |  |        |        |
|  | Australië           | 12          |                      |    |              |              |    |  |        |        |
|  | Australië           | 12          | Nieuw-Zeeland        | 26 |              |              |    |  |        |        |
|  |                     |             | Nieuw-Zeeland        | 26 |              |              |    |  |        |        |
|  |                     | Frankrijk   | 12                   |    |              |              |    |  |        |        |
|  | Verenigde Staten    | Frankrijk   | 12                   | 12 |              |              |    |  |        |        |
|  | Verenigde Staten    |             |                      | 12 |              |              |    |  |        |        |
|  | Verenigd Koninkrijk | 21          |                      |    |              |              |    |  |        |        |
|  | Verenigd Koninkrijk | 21          | Verenigd Koninkrijk  | 19 | Derde plaats | Derde plaats |    |  |        |        |
|  |                     |             | Verenigd Koninkrijk  | 19 | Derde plaats | Derde plaats |    |  |        |        |
|  |                     | Frankrijk   | 26                   |    |              |              |    |  |        |        |
|  | Frankrijk           | Frankrijk   | 26                   | 24 |              |              |    |  |        |        |
|  | Frankrijk           |             |                      |    |              | Fiji         | 21 |  |        |        |
|  | China               | 10          |                      |    |              | Fiji         | 21 |  |        |        |
|  | China               | 10          | Verenigd Koninkrijk  | 12 |              |              |    |  |        |        |
|  |                     |             | Verenigd Koninkrijk  | 12 |              |              |    |  |        |        |

#### Kwartfinales
| 30 juli 17:30 | Nieuw-Zeeland | 36–0         | Russische ploeg | Tokio Stadion, Tokio Toeschouwers: 0 Scheidsrechter: Sara Cox |
| 30 juli 17:30 | Try: Fitzpatrick 1' c Broughton 2' c Blyde 4' c Woodman (2) 8' c, 13' m Tui 10' c Con: Nathan-Wong (2/4) 1', 8' Pouri-Lane (1/2) 10' | (Tokyo 2020) |                 | Tokio Stadion, Tokio Toeschouwers: 0 Scheidsrechter: Sara Cox |

| 30 juli 18:30 | Fiji                                                  | 14–12        | Australië                                                          | Tokio Stadion, Tokio Toeschouwers: 0 Scheidsrechter: Paolo Duarte |
| 30 juli 18:30 | Try: Nakoci 1' c Naimasi 3' c Con: Riwai (2/2) 1', 3' | (Tokyo 2020) | Try: Nathan 6' m Caslick 13' c Con: Williams (0/1) Hinds (1/1) 13' | Tokio Stadion, Tokio Toeschouwers: 0 Scheidsrechter: Paolo Duarte |

| 30 juli 19:00 | Verenigde Staten                                         | 12–21        | Verenigd Koninkrijk                                                  | Tokio Stadion, Tokio Toeschouwers: 0 Scheidsrechter: Amy Perrett |
| 30 juli 19:00 | Try: Kirshe 11' m Tapper 14' c Con: Heavirland (1/2) 14' | (Tokyo 2020) | Try: Joyce (2) 1' c, 8' c Brown 2' c Con: Aitchison (3/3) 1', 2', 8' | Tokio Stadion, Tokio Toeschouwers: 0 Scheidsrechter: Amy Perrett |

| 30 juli 19:30 | Frankrijk                                                                                              | 24–10        | China                                     | Tokio Stadion, Tokio Toeschouwers: 0 Scheidsrechter: Hollie Davidson |
| 30 juli 19:30 | Try: Okemba (2) 4' c, 10' m Drouin 6' m Ciofani 9' c Con: Ulutule (2/2) 4', 9' Drouin (0/1) Izar (0/1) | (Tokyo 2020) | Try: Tang (2) 1' m, 12' m Con: Chen (0/2) | Tokio Stadion, Tokio Toeschouwers: 0 Scheidsrechter: Hollie Davidson |

#### Halve finales
| 31 juli 11:00 | Nieuw-Zeeland                                                                         | 22–17 n.v.   | Fiji                                                           | Tokio Stadion, Tokio Toeschouwers: 0 Scheidsrechter: Amy Perrett |
| 31 juli 11:00 | Try: Broughton (2) 2' m, 16' m Woodman 10' c Fluhler 14' m Con: Nathan-Wong (1/3) 11' | (Tokyo 2020) | Try: Solikoviti 4' c, 9' m Ulunisau 14+' m Con: Riwai (1/3) 4' | Tokio Stadion, Tokio Toeschouwers: 0 Scheidsrechter: Amy Perrett |

| 31 juli 11:30 | Verenigd Koninkrijk                                                          | 19–26        | Frankrijk                                                                                           | Tokio Stadion, Tokio Toeschouwers: 0 Scheidsrechter: Paolo Duarte |
| 31 juli 11:30 | Try: Joyce (2) 5' c, 7' m Smith 11' c Con: Aitchison (1/1) 6' Hunt (1/1) 11' | (Tokyo 2020) | Try: Ciofani (2) 1' c, 8' m Okemba 3' c Bertrand 7' c Con: Drouin (2/3) 2', 3' Ulutule (1/1) 7', 9' | Tokio Stadion, Tokio Toeschouwers: 0 Scheidsrechter: Paolo Duarte |

#### Bronzen finale
| 31 juli 17:30 | Fiji                                                               | 21–12        | Verenigd Koninkrijk                                        | Tokio Stadion, Tokio Toeschouwers: 0 Scheidsrechter: Paolo Duarte |
| 31 juli 17:30 | Try: Nakoci 1' c, 6' c Ulunisau 10' c Con: Riwai (3/3) 1', 6', 10' | (Tokyo 2020) | Try: Jones 9' m, 12' c Con: Aitchison (0/1) Hunt (1/1) 12' | Tokio Stadion, Tokio Toeschouwers: 0 Scheidsrechter: Paolo Duarte |

#### Finale
| 31 juli 18:00 | Nieuw-Zeeland                                                                                    | 12–27        | Frankrijk                                          | Tokio Stadion, Tokio Toeschouwers: 0 Scheidsrechter: Sara Cox |
| 31 juli 18:00 | Try: Blyde 1' c Broughton 5' m Fluhler 6' c Nathan-Wong 11' c Con: Nathan-Wong (3/4) 1', 7', 11' | (Tokyo 2020) | Try: Drouin 3' m Ciofani 8' c Con: Drouin (1/2) 9' | Tokio Stadion, Tokio Toeschouwers: 0 Scheidsrechter: Sara Cox |

### Om plaats 5
|  | Halve finale vijfde plaats | Halve finale vijfde plaats |   |                 | Vijfde plaats  | Vijfde plaats |
|  |                            |                            |   |                 |                |               |
|  |                            |                            |   |                 |                |               |
|  | Russische ploeg            | 7                          |   |                 |                |               |
|  | Australië                  | 35                         |   |                 |                |               |
|  |                            |                            |   |                 |                |               |
|  |                            |                            |   |                 |                |               |
|  |                            |                            |   |                 | Australië      | 17            |
|  |                            | Verenigde Staten           | 7 |                 |                |               |
|  |                            |                            |   |                 |                |               |
|  |                            |                            |   |                 | Zevende plaats |               |
|  |                            |                            |   |                 |                |               |
|  | Verenigde Staten           | 33                         |   | Russische ploeg | 10             |               |
|  | China                      | 14                         |   |                 | China          | 22            |

#### Halve finale 5/8
| 31 juli 10:00 | Russische ploeg                           | 7–35         | Australië | Tokio Stadion, Tokio Toeschouwers: 0 Scheidsrechter: S Winiata |
| 31 juli 10:00 | Try: Zdrokova 7' c Con: Seredina (1/1) 8' | (Tokyo 2020) | Try: Nathan 1' c Tonegato 3' c, 9' c Paki 12' c Levi 14' c Con: Hinds (3/3) 2', 4', 9' Williams (2/2) 12', 14' | Tokio Stadion, Tokio Toeschouwers: 0 Scheidsrechter: S Winiata |

| 31 juli 10:30 | Verenigde Staten                                                                            | 33–14        | China                                           | Tokio Stadion, Tokio Toeschouwers: 0 Scheidsrechter: A Jones |
| 31 juli 10:30 | Try: Thomas 1' c, 3' c Tapper 6' c Maher 10' m, 14' c Con: Heavirland (4/5) 1', 3', 7', 14' | (Tokyo 2020) | Try: Wang 1' c Chen 9' c Con: Chen (2/2) 2', 9' | Tokio Stadion, Tokio Toeschouwers: 0 Scheidsrechter: A Jones |

#### Om plek 7
| 31 juli 16:30 | Russische ploeg                                   | 10–22        | China                                                          | Tokio Stadion, Tokio Toeschouwers: 0 Scheidsrechter: L Jenner |
| 31 juli 16:30 | Try: Tiron 3' m Seredina 5' m Con: Seredina (0/2) | (Tokyo 2020) | Try: Wang 7' m Yang 8' c Xu 9' m Chen 12' m Con: Chen (1/4) 8' | Tokio Stadion, Tokio Toeschouwers: 0 Scheidsrechter: L Jenner |

#### Om plaats 5
| 28 juli 17:00 | Australië                                                                   | 17–7         | Verenigde Staten                            | Tokio Stadion, Tokio Toeschouwers: 0 Scheidsrechter: J Zussman |
| 28 juli 17:00 | Try: Nathan 5' m Ashby 8' m Hayes 12' c Con: Williams (0/2) Hinds (1/1) 12' | (Tokyo 2020) | Try: Kirshe 10' c Con: Heavirland (1/1) 10' | Tokio Stadion, Tokio Toeschouwers: 0 Scheidsrechter: J Zussman |

### Om plaats 9
|  | Halve finale negende plaats | Halve finale negende plaats |    |          | Negende plaats | Negende plaats |
|  |                             |                             |    |          |                |                |
|  |                             |                             |    |          |                |                |
|  | Canada                      | 45                          |    |          |                |                |
|  | Brazilië                    | 0                           |    |          |                |                |
|  |                             |                             |    |          |                |                |
|  |                             |                             |    |          |                |                |
|  |                             |                             |    |          | Canada         | 24             |
|  |                             | Kenia                       | 10 |          |                |                |
|  |                             |                             |    |          |                |                |
|  |                             |                             |    |          | Elfde plaats   |                |
|  |                             |                             |    |          |                |                |
|  | Kenia                       | 21                          |    | Brazilië | 21             |                |
|  | Japan                       | 17                          |    |          | Japan          | 12             |

#### Halve finales 9/12
| 30 juli 16:30 | Canada | 45–0         | Brazilië | Tokio Stadion, Tokio Toeschouwers: 0 Scheidsrechter: Tyler Miller |
| 30 juli 16:30 | Try: Williams (3) 2' c, 6' m, 10' c Paquin (2) 7' c, 8' c Benn 8' c Greenshields 14' c Con: Landry (4/6) 3', 8', 9', 10' Nicholas (1/1) 14' | (Tokyo 2020) |          | Tokio Stadion, Tokio Toeschouwers: 0 Scheidsrechter: Tyler Miller |

| 30 juli 17:00 | Kenia                                                                       | 21–17        | Japan                                                          | Tokio Stadion, Tokio Toeschouwers: 0 Scheidsrechter: Madeline Putz |
| 30 juli 17:00 | Try: Okulu 3' c Omondi 7' c Atieno 14' +1 c Con: Okulu (3/3) 3', 8', 14' +1 | (Tokyo 2020) | Try: Hara 1' m Koide 8' m Kajiki 10' c Con: Yamanaka (1/3) 10' | Tokio Stadion, Tokio Toeschouwers: 0 Scheidsrechter: Madeline Putz |

#### Om plek 11
| 31 juli 9:00 | Brazilië                                                                                    | 21–12        | Japan                                              | Tokio Stadion, Tokio Toeschouwers: 0 Scheidsrechter: Sara Cox |
| 31 juli 9:00 | Try: Kochhann 2' c Silva 7' c Fioravanti 13' c Con: Cerullo (2/2) 2', 7' Kochhann (1/1) 13' | (Tokyo 2020) | Try: Hirotsu 3' c Hara 6' m Con: Yamanaka (1/2) 4' | Tokio Stadion, Tokio Toeschouwers: 0 Scheidsrechter: Sara Cox |

#### Om plek 9
| 28 juli 9:30 | Canada                                                                                      | 24–10        | Kenia                                           | Tokio Stadion, Tokio Toeschouwers: 0 Scheidsrechter: Tex Rokovereni |
| 28 juli 9:30 | Try: Williams 1' c Farella 3' m, 8' m Landry 10' c Con: Landry (2/3) 1', 10' Nicholas (0/1) | (Tokyo 2020) | Try: Okello 5' m Ochieng 13' m Con: Okulu (0/2) | Tokio Stadion, Tokio Toeschouwers: 0 Scheidsrechter: Tex Rokovereni |

## Eindstand en medailles
| Plaats | Land             |
| ------ | ---------------- |
| Goud   | Nieuw-Zeeland    |
| Zilver | Frankrijk        |
| Brons  | Fiji             |
| 4      | Groot-Brittannië |
| 5      | Australië        |
| 6      | Verenigde Staten |
| 7      | China            |
| 8      | Russische ploeg  |
| 9      | Canada           |
| 10     | Kenia            |
| 11     | Brazilië         |
| 12     | Japan            |